# PGC 11265
LEDA/PGC 11265, auch UGC 2446, ist eine Zwerggalaxie im Sternbild Waldfisch südlich der Ekliptik. Sie ist schätzungsweise 139 Millionen Lichtjahre von der Milchstraße entfernt und hat einen Durchmesser von etwa 20.000 Lichtjahren. Vom Sonnensystem aus entfernt sich das Objekt mit einer errechneten Radialgeschwindigkeit von näherungsweise 3.100 Kilometern pro Sekunde.
Im selben Himmelsareal befinden sich unter anderem die Galaxien NGC 1153, PGC 11252, PGC 11335, PGC 1251078.